# Општина Петеља (Муреш)
Петеља (рум. Petelea) општина је у Румунији у округу Муреш.
Oпштина се налази на надморској висини од 492 m.